# Billie Jean
Billie Jean – singel Michaela Jacksona z 1983 z jego albumu Thriller. Oprócz zajęcia pierwszego miejsca na liście Billboardu, utwór był także numerem jeden na liście singli R&B przez dziewięć tygodni w Stanach Zjednoczonych i jest znany jako jedna z najlepiej przyjętych przez krytyków kompozycja Michaela Jacksona. Została uznana za najlepszy singel roku przez krytyków The Village Voice i otrzymała dwie nagrody Grammy w 1984, w kategoriach: Best Male R&B Vocal Performance oraz Best New Rhythm & Blues Song. Została nominowana do Grammy w kategorii Record of the Year i Song of the Year, razem z „Beat It” w 1984. W 2005, magazyn Blender uznał „Billie Jean” za najlepszy utwór od 1980.
W 2024 utwór tytułowy został sklasyfikowany na 44. miejscu listy 500 utworów wszech czasów magazynu Rolling Stone.
6 marca 2006, „Billie Jean” została wydana ponownie w postaci singla w Wielkiej Brytanii jako część Visionary: The Video Singles. Singel dotarł do 11 miejsca na UK Top 40.
Głównie poprzez wpływ, jaki wywarł na przemysł muzyczny teledysk, a także wykonanie piosenki na żywo, podczas którego Jackson przywdziewał czarny kapelusz z pofałdowanym wierzchem, czarną, lśniącą marynarkę i pojedynczą cekinową rękawicę oraz wykonuje swój najsłynniejszy ruch taneczny, tzw. moonwalk, „Billie Jean” jest uznawana za jego znak rozpoznawczy.

## Historia
Michael Jackson zaczął pisać pierwszą wersję demo piosenki w swoim domu w Wilson w Północnej Karolinie, jesienią 1981. Kiedy przedstawił ją swojemu producentowi, Quincy’emu Jonesowi, Jones chciał zatytułować piosenkę „Not My Lover”. Uważał, że gdy słuchacze zaznajomią się z tytułem, mogą uznać, że Jackson nawiązuje do gwiazdy tenisa, którą była wówczas Billie Jean King. Powiedział również, iż intro do piosenki jest zbyt długie; Jackson odpowiedział, że długie intro sprawia, że chce się tańczyć. Jackson wygrał różnicę zdań: tytuł został, a piosenka miała długie intro.
Postać Billie Jean jest wprowadzona poprzez krótkie nawiązanie w pierwszym utworze albumu „Thriller”, pt. „Wanna Be Startin’ Somethin'”.
Uważa się, że Jackson nagrał wokal za pierwszym podejściem. Jednak to jego aranżacja pomogła „Billie Jean” stać się wyjątkowym utworem. Jackson chciał napisać „idealną partię basu” i pracował nad nią przez kilka tygodni, zanim osiągnął efekt finalny. Linia basowa, nagrana przez Louisa Johnsona, jest jednym z najlepszych muzycznych dokonań Jacksona. Zaaranżował również partie perkusji i syntezatorów, a także z niewielką pomocą Jerry’ego Heya pracował nad smyczkami i sekcją dętą. Nagranie jego wokali w tle zakończyło produkcję „Billie Jean” na kilka tygodni przed ustanowieniem przez Epic premiery „Thrillera” na 1 grudnia 1982. „Billie Jean” stała się drugim singlem w styczniu 1983.

## Wykonanie na Motown 25
Teledysk do piosenki i nowa sieć telewizyjna BET, skupiająca się na Afro-Amerykanach, pomogły stać się utworowi wielkim hitem. 25 marca 1983, „Billie Jean” i Jackson zdobyli dużo większą publikę, kiedy artysta wykonał utwór przed publicznością, podczas koncertu Motown 25: Yesterday, Today, Forever. Po zjednoczeniu z braćmi z Jackson 5, w celu wykonania wiązanki ich hitów, Jackson pozostał sam na scenie, ubrany w czarną marynarkę, czarne spodnie, odkrywające białe skarpety oraz pojedynczą cekinową rękawicę. Jackson wykonał ten utwór w półplaybacku.
Podczas tego wykonania, Jackson zaprezentował po raz pierwszy słynny ruch taneczny moonwalk. Krok stał się jego znakiem rozpoznawczym, który pojawiał się zawsze na koncertowych wykonaniach „Billie Jean”.
Ponad 47 milionów widzów oglądało Jacksona 16 maja, a natychmiastowym rezultatem był wzrost sprzedaży Thrillera, który do listopada 2006 rozszedł się w 104 milionach egzemplarzy.

## Billie Jean 2008
Oryginalna wersja „Billie Jean” została zremiksowana przez rapera Kanye’a Westa z okazji powstania albumu Thriller 25, reedycji legendarnego Thrillera. Remix, zatytułowany „Billie Jean 2008”, został mieszanie przyjęty przez krytyków. Większość z nich uważało bowiem, że niemożliwe jest ulepszenie oryginału z 1983 roku. Bill Lamb z About.com określił remix jako pozbawiony życia i dodał, że brzmiał on, jak gdyby West wszedł do studia całkowicie onieśmielony i przytłoczony geniuszem oryginału. Mike Joseph, w wywiadzie poświęconym Thrillerowi 25, uznał wszystkie utwory w nim zawarte, z wyjątkiem remixu Westa, za „przyjemne”. Dodał, że Kanye dostał szansę zremiksowania najbardziej rozpoznawalnego singla z jednego z najlepiej rozpoznawalnych albumów w historii i wszystko, co udało mu się zrobić, to „wetknięcie” automatu perkusyjnego do oryginalnej aranżacji utworu. Robowi Sheffieldowi z Rolling Stone nie spodobało się wycięcie oryginalnej linii basu. Porównał to do umieszczenia Bobby’ego Orra (były kanadyjski hokeista) na lodzie bez kija hokejowego. Todd Gilchrist z IGN chwalił remix Westa i określił go jako świetny. Argumentował, że utwór prawie przewyższa dramaturgię oryginału, w którym miała małe znaczenie, jego dodatki wzbogacają piosenkę i ukazują ją we współczesnym kontekście.

## Nawiązania
- Chris Cornell oraz Marc Terenzi skomponowali rockowe wersje tego utworu.

## Lista utworów

### Wydanie oryginalne

#### USA
| 1. | „Billie Jean”              | 4:57  |
|    |                            |       |
| 2. | „It’s the Falling in Love” | 3:48  |
|    |                            |       |
|    |                            | 08:45 |
|    |                            |       |

#### Wielka Brytania
7" singel
| 1. | „Billie Jean”              | 4:57  |
|    |                            |       |
| 2. | „It’s the Falling in Love” | 3:48  |
|    |                            |       |
|    |                            | 08:45 |
|    |                            |       |
12" singel
| 1. | „Billie Jean”                         | 6:20  |
|    |                                       |       |
| 2. | „Billie Jean” (wersja instrumentalna) | 6:20  |
|    |                                       |       |
| 3. | „It’s the Falling in Love”            | 3:48  |
|    |                                       |       |
|    |                                       | 16:28 |
|    |                                       |       |

### Visionary
CD
| 1. | „Billie Jean”                       | 4:10  |
|    |                                     |       |
| 2. | „Billie Jean” (Wersja z 12" singla) | 6:23  |
|    |                                     |       |
|    |                                     | 10:33 |
|    |                                     |       |
DVD
1. „Billie Jean” (Teledysk)

## Informacje
- Słowa, muzyka i aranżacja: Michael Jackson
- Produkcja: Quincy Jones i Michael Jackson
- Wokale: Michael Jackson
- Perkusja: „Ndugu” Chancler
- Bas: Louis Johnson
- Gitara: David Williams
- Rhodes i syntezator: Greg Phillinganes
- Syntezator: Greg Smith
- Syntezator i programowanie syntezatorów: Bill Wolfer
- Aranżacja wokalu, rytmiczna i syntezatorów: Michael Jackson
- Aranżacja smyczków: Jerry Hey
- Smyczki: Jeremy Lubbock
- Mix: Bruce Swedien